# Nemacheilus lactogeneus
Nemacheilus lactogeneus es una especie de peces de la familia Balitoridae en el orden de los Cypriniformes.

## Morfología
• Los machos pueden llegar alcanzar los 5,5 cm de longitud total.

## Distribución geográfica
Se encuentran en Indonesia.